# Clot
Clot – stacja metra w Barcelonie, na linii 1 i 2. Stacja została otwarta w 1951.